# Callynomes apo
Callynomes apo är en skalbaggsart som beskrevs av Jan Krikken 1980. Callynomes apo ingår i släktet Callynomes och familjen Cetoniidae. Inga underarter finns listade.